# 沿バイカル
沿バイカル（露：Прибайкалье プリバイカリエ、プリバイカルとも）は、バイカル湖の東西、ロシア・ブリヤート共和国とイルクーツク州に及ぶ地域。
山岳地帯であり、主な山脈は標高2000～2500 mで太古代、原生代、前期古生代の岩石と変成岩と貫入岩からなる。
バイカル湖の西には沿バイカル国立公園、東にはザバイカル国立公園などを有する。

## 鉱物資源
金、マンガン鉱、雲母、石炭。

## 地形

### 河川
- セレンガ川
- 上アンガラ川
- バルグジン川
- トゥルカ川

### 山脈
- プリモルスキー山脈
- バイカル山脈
- ハマル＝ダバン山脈
- ウラン＝ブルガスィ山脈
- バルグジン山脈
- イカタンスキー山脈
- ジジンスキー山脈

## 気候
大陸性気候。山岳地の風上斜面での年平均降水量1200mm。植生はタイガ、たまに暗針葉樹林。